# باجرم نبیحی
باجرم نبیحی (انگلیسی: Bajram Nebihi؛ زادهٔ ۵ اوت ۱۹۸۸) بازیکن فوتبال اهل آلمان است.
از باشگاه‌هایی که در آن بازی کرده‌است می‌توان به باشگاه فوتبال ذوب‌آهن، باشگاه فوتبال بورسااسپور، باشگاه فوتبال آگسبورگ، و باشگاه فوتبال یونیون برلین اشاره کرد.